# Lagynodes velutinus
Lagynodes velutinus är en stekelart som beskrevs av Paul Dessart och Lubomir Masner 1977. Lagynodes velutinus ingår i släktet Lagynodes och familjen trefåresteklar. Inga underarter finns listade i Catalogue of Life.